# キセノン
キセノン（英: xenon、独: Xenon [ˈkseːnɔn]）は原子番号54の元素。元素記号はXe。貴ガス元素の一つ。ラムゼー (W. Ramsay) とトラバース (M. W. Travers) によって1898年に発見された。
常温常圧では無色無臭の気体。融点-111.9 °C、沸点-108.1 °C。空気中にもごく僅かに（約0.087 ppm）含まれる。固体では安定な面心立方構造をとる。
一般に貴ガスは最外殻電子が閉殻構造をとるため、反応性はほとんど見られない。しかし、キセノンの最外殻 (5s25p6) は原子核からの距離が離れているため、他の電子による遮蔽効果によって束縛が弱まっており、比較的イオン化しやすい（イオン化エネルギーが他の貴ガス元素に比べて相対的に低い）。このため、反応性の強いフッ素や酸素と反応して、フッ化物や酸化物を形成する。

## 名称
ギリシャ語で「奇妙な」「なじみにくいもの」を意味する ξένος (xenos) の中性単数形の ξένον (xenon) が語源。英語圏ではゼノン (/ˈzɛnɒn/、/ˈziːnɒn/) と発音されることが多い。

## 用途
キセノンランプに封入されたり、イオン推進エンジンの推進剤に使用される。また断熱性能が空気よりも高いため、複層ガラスに封入する断熱材としても有効である。
医療
麻酔作用を有する事が1946年に報告された以降に研究が始まり、2005年にはドイツで臨床許可が出された。麻酔薬としては、理想的な性質（「導入・覚醒が早い」、「鎮痛作用を持つ」「術中の循環動態が安定する」、「脳保護作用を持つ」、「術後認知機能障害を予防できる可能性がある」）が報告されている。20〜50%程度の酸素を混合した混合ガスが一部病院では試験的に導入された。ただし純粋なキセノン自体が高価なことや術後悪心嘔吐の副作用もあり、一般には普及しなかった。しかも、麻酔の際には閉鎖循環式回路での使用が必要で特段の利点もないとの指摘もある（一般の全身麻酔に用いられる回路は半閉鎖式回路である）。
素粒子物理学
暗黒物質（ダークマター）の直接検出を目論んでいるXMASS検出器では、暗黒物質を検出するために-100 °Cの液体キセノンで満たしたセンサーが用いられる。これは暗黒物質がキセノン原子核と衝突して放つシンチレーション光を光電子増倍管で捕捉する仕組みで、東京大学の神岡宇宙素粒子研究施設で2011年春から稼動予定であったが、2010年からの試運転の結果、検出器を構成する素材が予想外に多くのバックグランドを含んでいることが判明、そのバックグランドを減らす改修が行われ2013年11月に再運転し観測が行われている。

## 生産・精製
空気中からの単独精製は行われることはない。液体酸素・液体窒素・液化アルゴンを生産するために大型空気分離装置における断熱膨張（ジュール＝トムソン効果）により、液化した空気からの分留残（副産物）から回収精製される。

## 化合物
化学結合を備えた最初の希ガス化合物として、1962年5月、カナダのブリティッシュコロンビア大学のネイル・バートレットとD.H.ローマンによってヘキサフルオロ白金酸キセノン (XePtF6) が合成された。酸素分子 O2 を酸化するヘキサフルオロ白金酸の反応から類推し、O2 (12.2 eV) とほぼ同じイオン化エネルギーを持つキセノン (12.13 eV) を酸化できるのではと考えたことが成功の鍵であった。8月には XeF4 が、同年末は XeF2 と XeF6、2011年には XeO2 も合成された。

### ハロゲン化物
キセノンはフッ素単体の混合比を調節してニッケル管中で加熱し、急冷すると四フッ化キセノン XeF4 あるいは二フッ化キセノン XeF2 を生成し、加圧条件下で同様に加熱すると六フッ化キセノン XeF6 を与える。
いずれのフッ化物も水に容易に加水分解される。XeF6、XeF4 は強力なフッ素化剤である。XeF4 はベンゼンなどの芳香族化合物の水素をフッ素化することができ、XeF6 に至っては石英とさえ反応し SiF4 を与える。また、XeF2 は温和なフッ素化試剤として利用される。

### 酸化物
六フッ化キセノン XeF6 または四フッ化キセノン XeF4 は水と反応し、三酸化キセノン XeO3 を与える。
{\displaystyle {\ce {XeF6 + 3H2O -> XeO3 + 6HF}}}
XeO3 は三角錐型の構造を持ち、爆発性の化合物である。XeO3 はアルカリ条件下、XeVIII と Xe0 に不均化する。
{\displaystyle {\ce {2XeO3 + 4OH^- -> XeO6^4- + Xe + O2 + 2H2O}}}
また、反応性の高い XeF6 を石英 SiO2 と反応させると四フッ化酸化キセノン XeOF4 を生成する。
他の例として、XeO3 と XeOF4 から XeO2F2 が、XeF6 と NaXeO6 から XeO3F2 が生成する。低温で水と混合し、紫外線を照射するとキセノン2原子を含む分子 HXeOXeH が生成する。

### 有機キセノン化合物
C6F5BF2 と XeF4 をジクロロメタン中で混合することにより、[C6F5XeF2]+[BF4]- が合成されている。

## 同位体
同位体
- 131mXe は、半減期約2日で 131I のベータ崩壊により生成され[16]、ベータ線を放出し 131Xe になる。
- 133Xe は、半減期約5.2日でベータ崩壊し安定同位体の 133Cs になる。
  - 地下核実験では時間が経つにつれて大気中にキセノン133が放出されるので実験の成功・失敗の判断の一部にキセノン133の大気中への放出を調べることがある。
- 134Xe は、134Cs の崩壊により生成された 134Ba が軌道電子を捕獲し生成される。
- 135Xe は、ウランの核分裂により生成する。
  - 中性子捕獲の反応断面積が大きく、原子炉の出力を変化させた際にキセノンオーバーライドという現象を起こし、原子力発電の分野では「毒物質」（原子炉の制御を難しくする物質）として扱われる。